# 黯影山脈
在托爾金（J. R. R. Tolkien）奇幻小說裡的中土大陸，伊菲爾杜斯（Ephel Dúath）或黯影山脈（Mountains of Shadow）是魔多（Mordor）南部及西部邊界的山脈。伊菲爾杜斯在辛達林語解作「黑影的圍牆」。黯影山脈在黑門（Black Gate）與另一山脈伊瑞德力蘇（Ered Lithui）或灰燼山脈（Mountains of Ash）連接。兩座山脈有效地封鎖魔多，防止敵人從南西北三個方向入侵。米那斯魔窟（Minas Morgul）防守著黯影山脈的主要通道，包括被詛咒的魔窟都因河（Morgulduin）。
部分隱蔽的階梯越過魔窟都因河北岸，直抵西力斯昂哥（Cirith Ungol）。德桑城堡（Durthang）亦位於黯影山脈。